# Erran Baron Cohen
Erran Baron Cohen, född 1968, är en brittisk kompositör och trumpetare. Han är bror till skådespelaren Sacha Baron Cohen och kusin till psykolopatologen Simon Baron-Cohen.
Cohen bidrog med musik i sin brors filmer Borat, Brüno och The Dictator.